# Arbeiterwille

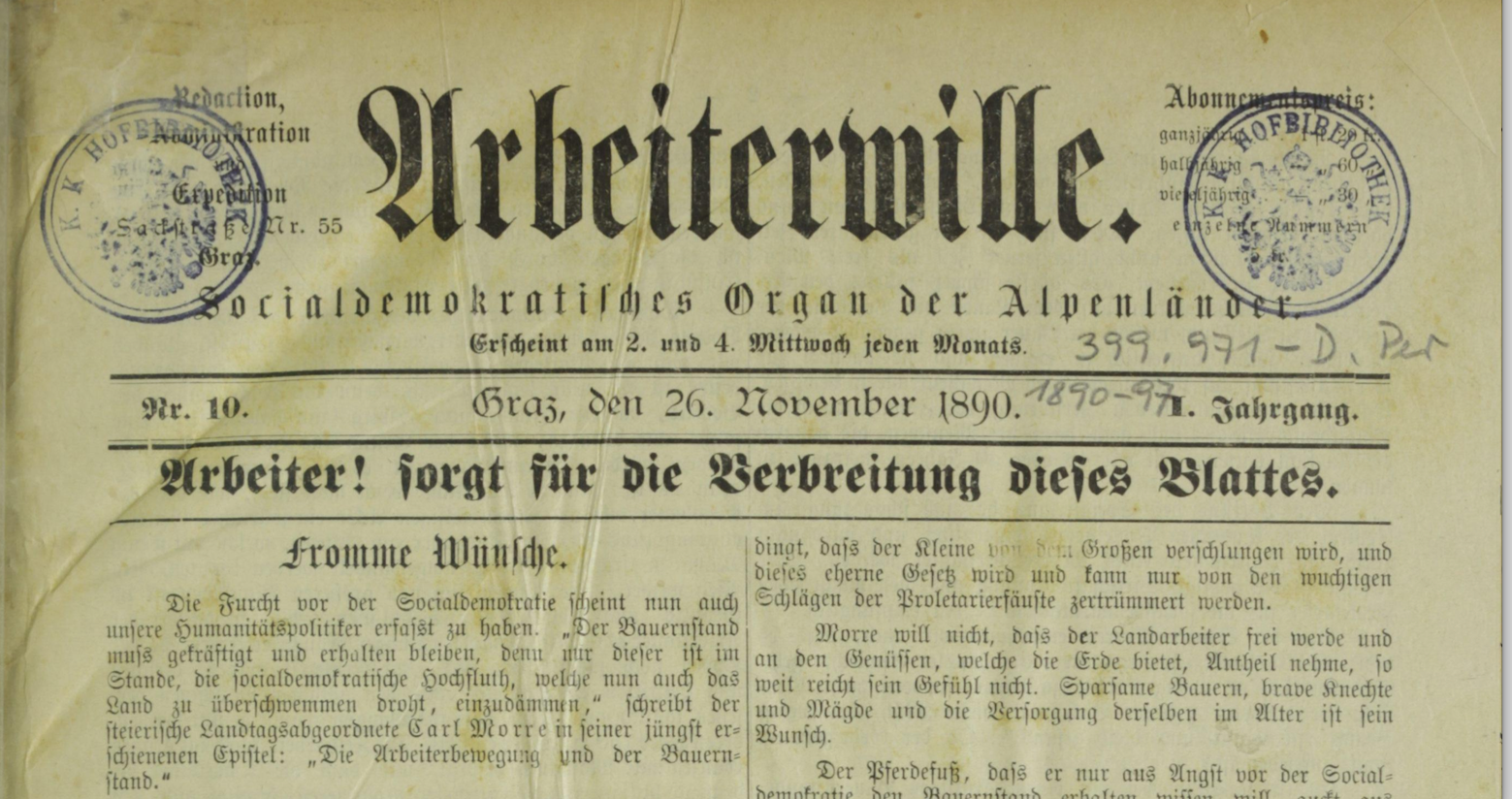
Arbeiterwille, Titelseite vom 26. November 1890

Die Zeitung Arbeiterwille in Graz war von 1890 bis 1934 die sozialdemokratische Parteizeitung der Steiermark.
Der Arbeiterwille erschien vom 9. Juli 1890 bis zum 12. Februar 1934 und stellt eine wichtige Quelle für die Arbeiterbewegung der Steiermark dar. Nachdem die Auflage 7.500 erreichte, wurde beschlossen, die Zeitung ab 1901 täglich erscheinen zu lassen. Otto Bauer würdigte das Blatt als bedeutendste sozialdemokratische Zeitung Österreichs nach der Arbeiter-Zeitung. Bekannte Mitarbeiter waren unter anderem Anton Afritsch, Ernst Fischer, Axl Leskoschek, Kurt Neumann und Hans Rauch. Nachfolgeblatt nach 1945 war die Neue Zeit.